# Arthur the King
Arthur the King är en amerikansk äventyrsfilm från 2024. Filmen är regisserad av Simon Cellan Jones efter ett manus skrivet av Michael Brandt och Mikael Lindnord. Michael Lindnord tog med sig en gatuhund, Arthur, till Sverige och skrev den självbiografiska romanen Arthur: Gatuhunden som lämnade djungeln och hittade hem från 2016. Filmen är baserad på boken och i huvudrollen som Lindnord ses Mark Wahlberg som i filmen heter Michael Light.
Filmen hade biopremiär i USA den 15 mars 2024 och i Sverige den 10 maj samma år.

## Handling
Filmen kretsar kring äventyraren Mikael Lindnord som under en ultradistanstävling träffar och adopterar en herrelös hund som han döper till Arthur och som efter loppet får följa med honom hem.

## Rollista (i urval)
- Mark Wahlberg – Mikael Lindnord
- Simu Liu – Liam
- Juliet Rylance – Helena Light
- Nathalie Emmanuel – Olivia
- Ali Suliman – Chik
- Rob Collins – Decker
- Paul Guilfoyle – Charlie
- Bear Grylls – sig själv
- Michael Landes